# Värdebaserad vård
Värdebaserad vård (VBV) kan beskrivas som ett ramverk för hälso-sjukvården. Ett ramverk är en praktisk tillämpning av en teori eller modell. Olika insatser, åtgärder och metoder inom ramverket syftar till att få bästa möjliga hälsa för de resurser som används. I VBV beskrivs värde enligt värdeekvationen:
{\displaystyle {\text{Värde}}={\frac {\text{Hälsoutfall}}{\text{Kostnader}}}}
Istället för att inrikta sig på hur mycket vård som produceras och vad varje vårdinsats kostar vill man framhålla det slutgiltiga värdet av insatserna. VBV beskrivs också som ett skifte från styrsystemet New Public Management.
I Sverige har VBV införts i varierande grad på bl.a. Akademiska sjukhuset i Uppsala, Sahlgrenska Universitetssjukhuset i Göteborg, samt Karolinska universitetssjukhuset i Stockholm. Införandet har varit föremål för debatt.
Få studier har undersökt VBV, och de spretar på ett sådant sätt att det var svårt att utvärdera specifika effekter. Enligt Statens beredning för medicinsk och social utvärdering (SBU) skulle förståelsen av vad som kan fungera och i vilka sammanhang gynnas av att involvera verksamhetsföreträdare, patienter, professionella och experter.

## Bakgrund
Begreppet värdebaserad vård introducerades av Michael Porter och Elisabeth Olmsted Teisberg i en artikel från 2004 i Harvard Business Review. Idéerna utvecklades som ett svar på det amerikanska sjukvårdssystemet som präglats av kvalitetsbrister och höga kostnader under många år. Trots att sjukvården till större delen är privatfinansierad, så följde inte den amerikanska hälso- och sjukvårdsmarknaden samma utvecklingstrender som andra privata marknader där process- och metodförbättringar och innovationer ledde till lägre priser. Istället fortsatte kostnaderna att öka trots att utbudet begränsades. Stora brister upptäcktes också kring tillämpningen av evidensbaserad vård och man såg stora variationer i kostnader och kvalitet mellan olika vårdgivare och i olika geografiska områden. I sin analys pekade Porter och Teisberg ut grundfelet som missriktad konkurrens med fokus på volym av vårdproduktion.

## Komponenter
Värdebaserad vård består av sex komponenter:
1. Organisering i integrerade vårdenheter
2. Mätande av hälsoutfall och kostnader för varje patient
3. Övergång till vårdepisodersättning för hela vårdcykeln
4. Integrering av vård som ges på flera enheter
5. Expandering av högkvalitativ vård geografiskt
6. Byggande av ett stödjande IT-system.

VBV har ingående behövt anpassas efter hälso- och sjukvårdskontexten som ofta anses skilja sig från tillverkningsindustrier, ur vilken många av VBVs komponenter kan härledas, t.ex. "vårdkedjor" som kommer från strategiforskning för tillverkningsindustrin. Kritiken har riktats mot att patienter ogärna kan placeras i rigida "vårdkedjor" och att kroniskt eller multisjuka patienter faller utanför ramverket. Punkt tre har även väckt debatt och tolkas på många olika sätt då ersättning kopplas till värde enligt värdeekvationen.

### Utveckling till principer
Under ledning av World Economic Forum utgavs en omarbetad version av VBV under våren 2017. Den ämnade förtydliga begreppen och behöll värdeekvationen, men ersatte de sex delstrategierna med tre principer som skulle underlättat införandet av värdebaserad vård:
- Systematiskt mätande av utfall och kostnader för hela vårdcykeln
- Identifiering av tydligt definierade befolkningssegment
- Utveckling och anpassning av segmentspecifika interventioner för att förbättra värde.

Fyra faktorer anses underlätta detta:
- Information
- Benchmarking, forskning och verktyg
- Ersättning
- En sjukvårdsproduktionsorganisation (t.ex. en integrerad vårdenhet)

## Evidens
SBU utredde det vetenskapliga kunskapsläget kring VBV under 2018. Då fann man att få studier hade undersökt styrsystemet i sin helhet och att studierna spretade på ett sådant sätt att det var svårt att utvärdera specifika effekter. Enligt SBU skulle utvecklingen av meningsfulla utfallsmått och andra komponenter i VBV gynnas av att involvera såväl verksamhetsföreträdare som patienter, professionella och experter. Då skulle man bättre förstå vad som kan fungerar och i vilka sammanhang.

## Standardiserade vårdförlopp
En delvis förändrad värdebaserad vård, kallas numera standardiserade vårdförlopp (SVF).